# Imabari Depart
Imabari Depart (今治デパート Imabari-depāto?) es un grupo de empresas que concentra sus operaciones en las regiones de Kyushu y Shikoku. 

## Características
Nace como una franquicia de las tiendas departamentales Daiei, para la Región de Shikoku. En la actualidad ha dejado de pertenecer al Grupo Daiei, y se ha reorganizado como una administradora de franquicias.

## Datos
- Razón social: Imabari Depart S.A. (株式会社今治デパート Kabushikigaisha Imabari Depāto?)
- Fundación: noviembre de 1971
- Sede central: 〒794-0811 Minamikōgechō 1-4-3, Ciudad de Imabari, Prefectura de Ehime
- Teléfono: 0898-31-9180